# John William Scott Cassels
John William Scott Cassels (Durham, 11 luglio 1922 – 27 luglio 2015) è stato un matematico britannico.

## Biografia
Cassels è stato educato alla Neville's Cross Council School a Durham e alla George Heriot's School a Edimburgo. Successivamente ha studiato all'Università di Edimburgo, dove si è laureato con una laurea triennale in Lettere nel 1943.
La sua carriera accademica è stata interrotta durante la Seconda guerra mondiale, durante la quale ha preso parte ad attività di crittografia presso Bletchley Park. Dopo la guerra ha svolto il dottorato sotto la guida di Louis Mordell al Trinity College di Cambridge; ha conseguito il dottorato di ricerca nel 1949 ed è stato eletto membro del Trinity nello stesso anno.
Cassels ha trascorso un anno come docente di matematica presso l'Università di Manchester, prima di tornare a Cambridge come lettore nel 1950. Nel 1963 è stato nominato lettore in Aritmetica, lo stesso anno in cui è stato eletto membro della Royal Society di Londra. Nel 1967 è stato nominato Sadleirian Professor of Pure Mathematics a Cambridge. Nel 1969 è diventato capo del Dipartimento di Matematica Pura e Statistica Matematica dell'Università di Cambridge. Si è ritirato nel 1984.

## Attività matematica
Inizialmente ha lavorato sulle curve ellittiche. Dopo un periodo in cui si è dedicato alla teoria dei numeri geometrica e all'approssimazione diofantea, è tornato, verso la fine degli anni '50, all'aritmetica delle curve ellittiche, scrivendo una serie di articoli che collegavano il gruppo di Selmer con la coomologia di Galois, gettando alcune delle basi della moderna teoria della discesa infinita. Il suo risultato più noto potrebbe essere la dimostrazione che il gruppo di Tate-Shafarevich di una curva ellittica, se finito, deve avere un ordine che è un quadrato; la dimostrazione è stata ottenuta attraverso la costruzione di una forma alternante.
Cassels ha spesso studiato equazioni diofantee individuali utilizzando la teoria algebrica dei numeri e i metodi p-adici.
Le sue pubblicazioni includono oltre 200 articoli. I suoi manuali avanzati hanno influenzato generazioni di matematici; alcuni libri di Cassels sono rimasti in stampa per decenni.

## Pubblicazioni
- J. W. S. Cassels, An introduction to Diophantine approximation, Cambridge Tracts in Mathematics and Mathematical Physics, vol. 45, Cambridge University Press, 1957.. Reviewed in  LeVeque, W. J., Review: J. W. S. Cassels, An introduction to Diophantine approximation, in Bull. Amer. Math. Soc., vol. 64, n. 2, 1958,  pp. 65-68, DOI:10.1090/S0002-9904-1958-10167-6.
- J. W. S. Cassels, An Introduction to the Geometry of Numbers, Springer Classics in Mathematics, Springer-Verlag, 1997  [1959]..
- J. W. S. Cassels, Diophantine equations with special reference to elliptic curves, in J. London Math. Soc., vol. 41, 1966,  pp. 193-291, DOI:10.1112/jlms/s1-41.1.193, MR 0199150.
- J. W. S. Cassels, Rational quadratic forms, London Mathematical Society Monographs, vol. 13, London-New York, Academic Press, Inc. [Harcourt Brace Jovanovich, Publishers], 1978, ISBN 0-12-163260-1, MR 0522835.
- J.W.S. Cassels, Economics for mathematicians, London Mathematical Society Lecture Note Series, vol. 62, Cambridge-New York, Cambridge University Press, 1981,  pp. xi+145, ISBN 0-521-28614-X, MR 657578.
- J. W. S. Cassels, Local fields, London Mathematical Society Student Texts, vol. 3, Cambridge, Cambridge University Press, 1986, DOI:10.1017/CBO9781139171885, ISBN 0-521-30484-9, MR 0861410.
- J. W. S Cassels, Lectures on elliptic curves, London Mathematical Society Student Texts, vol. 24, Cambridge, Cambridge University Press, 1991, DOI:10.1017/CBO9781139172530, ISBN 0-521-41517-9.
- J. W. S. Cassels e E. V. Flynn, Prolegomena to a middlebrow arithmetic of curves of genus 2, London Mathematical Society Lecture Note Series, vol. 230, Cambridge, Cambridge University Press, 1996, DOI:10.1017/CBO9780511526084, ISBN 0-521-48370-0.